# FC Venus – Angriff ist die beste Verteidigung
FC Venus – Angriff ist die beste Verteidigung ist ein Spielfilm der Regisseurin Ute Wieland aus dem Jahr 2006. Die Komödie ist eine deutsche Neufassung des finnischen Filmes FC Venus – Fußball ist Frauensache (2005) und basiert auf einer Adaption des Autors Jan Berger. Sie erzählt von dem Paar Anna und Paul, gespielt von Nora Tschirner und Christian Ulmen, zwischen denen ein Wettstreit um die Zukunft ihrer Beziehung entbrennt, als Paul seine Freundin unter Vortäuschung falscher Tatsachen von Berlin in seine alte Heimat lockt, um dort seinem alten Fußballverein aus einer personellen Misere zu helfen.
Hergestellt wurde FC Venus von der Wüste Film in Koproduktion mit Egoli Tossell Film, Seven Pictures Film und der Zweite Medienfonds Filmproduktion in Zusammenarbeit mit dem Sender Sat.1. Die Dreharbeiten fanden von September bis Oktober 2005 in Brandenburg, Berlin und Niedersachsen statt. Neben Tschirner und Ulmen traten unter anderem Anneke Kim Sarnau, Heinz Hoenig, Florian Lukas, Andreas Pietschmann, Andreas Guenther und Steffen Groth vor die Kamera des Ensemblefilms. In den deutschen Kinos startete der Film am 27. April 2006, wenige Wochen vor dem Beginn der Fußball-Weltmeisterschaft in Deutschland.

## Handlung
Anna und Paul leben gemeinsam in Berlin, wo Anna als Bauingenieurin arbeitet. Plötzlich erhält Paul einen Anruf seines Jugendfreundes Steffen, der ihn an sein Versprechen erinnert, in sein Heimatdorf zurückzukehren, wenn ihr gemeinsam gegründeter Fußballverein Eintracht Imma 95 in Schwierigkeiten steckt. Dieser Fall ist nun eingetreten, weil der Spitzenspieler Udo im Koma liegt. Doch Anna hasst Fußball, weshalb Paul unter dem Vorwand eines Hauses im Grünen mit ihr nach Imma zieht.
Anna bemerkt schnell, dass die Männer des Dorfes sämtlich für den lokalen Fußballverein leben, und als sie den wahren Grund für den Umzug erfährt, bietet sie Paul eine Wette an. Die Spielerfrauen treten gegen Eintracht Imma 95 an. Gewinnen die Frauen, muss Paul mit Anna wieder nach Berlin ziehen, und auch die anderen Männer müssen diverse Versprechen einlösen. Gewinnen jedoch die Männer, dürfen sich die Frauen nie wieder über den die Fußballbegeisterung ihrer Männer beklagen. Zunächst müssen zusätzliche Frauen gewonnen werden, da nicht jeder der elf Spieler der Eintracht Imma 95 eine Partnerin hat. Es stellt sich heraus, dass einer der Spieler schwul und dessen Freund Marc Ritter eine Bereicherung für den FC Venus ist. Zusätzlich engagiert Anna, die früher auf Druck ihres Vaters – des berühmten Bundesliga-Trainers Laurenz Schmidt – in der U16-Nationalmannschaft gespielt hat, die aktuelle Nationaltorhüterin Kim Wagner, die ihre Spielberechtigung dadurch erhält, dass sie den notorischen Schwerenöter Jurij, der kein Abenteuer auslässt, im Rahmen eines ausgeklügelten Plans zu einem Quickie verführt.
Die Frauen richten sich ein eigenes Fußballfeld ein, aber das Training startet verhalten. Erst als Anna auf Druck von Kim ihren Vater, zu dem sie ein gestörtes Verhältnis hat und den sie seit Jahren nicht mehr gesehen hat, als Trainer gewinnt, bessert sich die Situation. Die Frauen sorgen dafür, dass die Männer zunehmend ihr Selbstbewusstsein verlieren, und erobern schließlich deren Stammkneipe. Da Laurenz Schmidt auch das Training der Männer begutachtet, fühlen diese sich schon zu Höherem berufen. So ist Paul der festen Überzeugung, dass Schmidt nur da sei, um ihn in die Bundesliga zu holen. Als sich die Situation klärt, und Paul zudem von Annas wahrer Vergangenheit erfährt, kommt es zu einer großen Zerreißprobe in ihrer Beziehung.
Schließlich kommt der Tag des Spiels. Zunächst liegen die drückend überlegenen Männer, die jeden Zweikampf gewinnen, mit dem überraschend zurückgekehrten Udo 2:0 in Führung, aber ohne die großartige Torhüterin Kim Wagner hätte der Pausenstand auch schon zweistellig sein können. In der Pause kann der kluge Coach Laurenz Schmidt sein deprimiertes Team wieder aufrichten, und dieses schafft, mitgerissen von Anna und Marc, in der zweiten Hälfte sogar den Ausgleich. Die Emotionen gehen hoch, und im nun zunehmend körperbetonten Spiel geht es entsprechend ruppig zur Sache. Anna ist stinksauer auf den parteiischen Schiedsrichter. Doch immerhin pfeift dieser in der letzten Spielminute – beim Spielstand von 2:2 – einen etwas unberechtigten Elfmeter für die Frauen, nachdem Paul Anna gefoult und dafür die Rote Karte gesehen hat. Paul erweist sich als schlechter Verlierer und verlässt wütend das Spielfeld. Anna verwandelt den Strafstoß, und die Frauen gewinnen 3:2. Anna geht daraufhin allein zurück nach Berlin, doch Paul sieht irgendwann seinen Fehler ein und sucht sie – allerdings ohne Erfolg. Die Frauen sind inzwischen so vom Fußballfieber angesteckt, dass sie die Bundesligaspiele heimlich bei Paul im Fernsehen anschauen. Auch Anna, die sich nun mit ihrem Vater wieder gut versteht, erkennt, dass man sich nicht wegen des Fußballs trennen sollte, und kehrt nach Imma zurück. Die fußballinfizierten Frauen spielen wieder Fußball und erlauben auch ihren Männern wieder das Spielen.

## Hintergrund
Produzent Ralph Schwingel war im Jahr 2004 bei einem Treffen in Cannes ursprünglich von seinem finnischen Kollegen, dem Filmproduzenten Jarkko Hentula, auf die Idee zu FC Venus aufmerksam gemacht worden. Obwohl Hentula Schwingel zunächst als Koproduzenten für das finnische Original FC Venus – Fußball ist Frauensache, welches im Folgejahr veröffentlicht wurde, anheuern wollte, scheiterte die Zusammenarbeit aus verschiedenen Gründen. Schwingel gefiel das Drehbuch jedoch so sehr, dass er Hentula die deutschsprachige Adaption vorschlug. Beide Filme gingen folglich nahezu zeitgleich in die Vorproduktion – ein Umstand, der Schwingel das Projekt später als „das erste und bisher einzige Instant Remake“ beschreiben ließ. Als Regisseurin konnte er Ute Wieland gewinnen, die FC Venus in Tradition britischer Komödien wie Ganz oder gar nicht (1997) als Ensemble-Film um Liebe und Freundschaft, aber auch als romantische Komödie betrachtete. Sie definierte drei Erzählebenen, die den Film tragen: Die Liebesgeschichte zwischen Anna und Paul, die Fußball-Wette und das Thema Fußball und eben dieses als Metapher für den Geschlechterkampf.

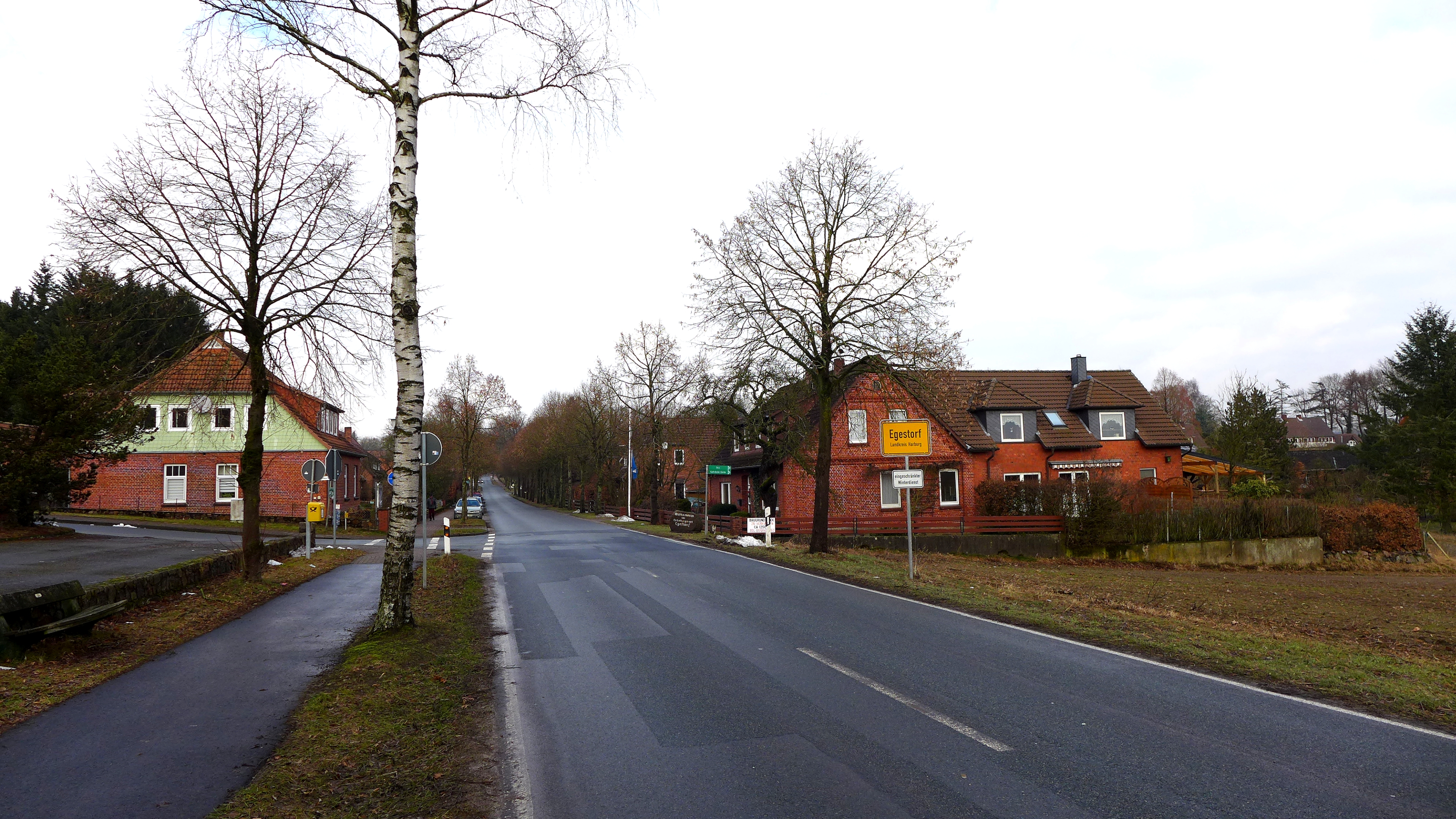
Drehort der Fußballszenen im niedersächsischen Egestorf.

Den Castingprozess beschrieb Schwingel als „wahnsinnig schwierig“ und „strapaziös“. Wieland habe bei ihren Anfragen stets unterstreichen müssen, dass es sich um einen Ensemble-Film handle, in dem es wenig Raum für Einzelne gebe. Gleichzeitig habe sie alle Vorsprechenden jedoch ermutigt, zu improvisieren und selbst etwas einzubringen. Das Produktionsteam habe irgendwann angefangen, die Charaktere wie Figuren auf einem Schachbrett zu verschieben. Nora Tschirner wurde auf Wunsch Ute Wielands besetzt, nachdem diese Tschirner in Anno Sauls  interkultureller Komödie Kebab Connection (2004) gesehen hatte. Sowohl sie als auch ihr damaliger MTV-Kollege Christian Ulmen erhielten in Vorbereitung auf die Dreharbeiten Einzeltraining. Tschirner trainierte so unter anderem im Jugend-Trainingsinternat des Hamburger SV. Für eine Nebenrolle konnte Volker Ippig, der frühere Torwart des FC St. Pauli, verpflichtet werden; er ist zunächst als verletzter Feldspieler zu sehen.
Der im Spielfilm vorkommende Ort Imma existiert nicht. Die Kennzeichen der Autos der Einwohner beginnen alle mit der fiktiven Buchstabenkombination IM–MA. Als Drehort fungierte tatsächlich der Ort Altlandsberg, welcher östlich von Berlin bei Strausberg liegt. Es wurde vorwiegend in der Stadt gedreht, wobei eigens für die Dreharbeiten die Ortsschilder abgeschraubt und durch fiktive Bezeichnungen ersetzt wurden. Die Fußballszenen entstanden weitgehend auf dem Sportplatz im  niedersächsischen Egestorf. Hier wurden ebenfalls alle Schilder und Logos des örtlichen Vereins MTV Egestorf abgeschraubt und durch Eintracht-Imma-Schilder ersetzt. Darstellerin Sandra Borgmann sang für die Produktion die Gerd-Müller-Hymne "Dann macht es Bumm" neu ein.

## Kritiken
Stern-Redakteurin Birgit Roschy befand, dass zwar „diverse Vereinsmeier-Typen wiedererkennbar gezeichnet“ seien, doch die Sympathie des Films den Außenseiterinnen gelte. Die „hanebüchen spießige Ausgangssituation“ entwickle „zeitweise eine Gaudi, wie man sie in deutschen Komödien selten erlebt“. Ihren Witz beziehe „die Komödie vor allem durch die weibliche Imitation von Männerritualen“. Die „weiblichen Lockerungsübungen und die fruchtlosen Eindämmungsbemühungen der Männer“ seien dabei „mit viel Dialogwitz und Situationskomik“ dargestellt, mündeten jedoch in einem recht vorhersehbaren Ende. Frauenfußball bleibe „vor allem Männerparodie mit bescheidenen Spielszenen, aber einer Stimmung wie beim Karneval“.

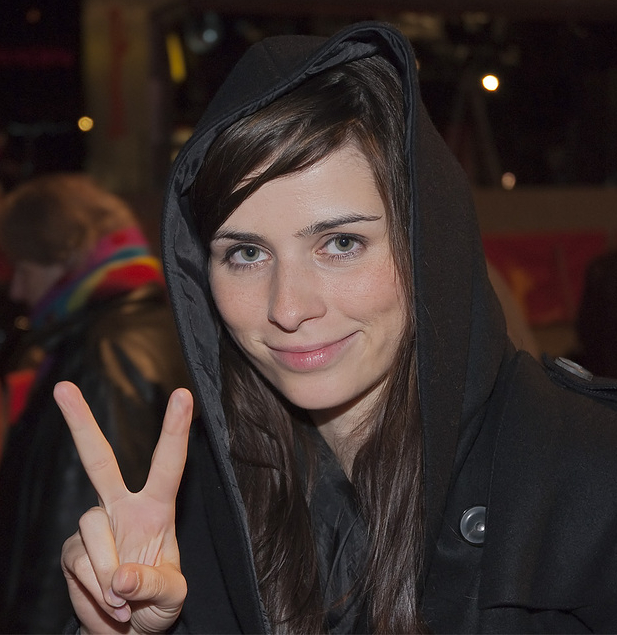
Nora Tschirner erntete positive Kritiken für ihre Darstellung.

 Die Zeitschrift Cinema beschrieb FC Venus als dramaturgische Blutgrätsche. Trotzdem: Das Ganze hat Tempo, Witz und ein charismatisches Darsteller(innen)-Ensemble. Damit gewinnt man vielleicht keine Kino-WM, aber in der filmischen Bundesliga ist FC Venus ein Tabellenplatz im oberen Mittelfeld sicher. Der Kick des Films entstehe, weil sich die Darsteller richtig reinhängten und „damit das etwas kopflose Anrennen der Story mit Charme und Seele“ ausglichen.
Holger Lodahl von Arthouse-Filmportal kino-zeit.de urteilte, dass FC Venus vordergründig ein Film um Fußball sei, es im Grunde jedoch um etwas anderes ginge: „Hier wird der Geschlechterkampf zwischen Männern und Frauen auf dem Rasen mit dem runden Lederding ausgetragen: Die Frauen müssen sich gegen ihre arroganten Männer durchsetzen. Daher ist FC Venus eine tolle Komödie mit toller Musik und forschen Sprüchen, die mit allen Vorurteilen spielt, die schon immer zwischen Männer und Frauen hin und her gekickt wurden [...] Die Männer besetzen Fernseher und Couch, während sie alles um sich herum vergessen werden. Aber sollen sie doch: Die Frauen können dann endlich mal wieder in Ruhe ins Kino gehen“.
Filmkritiker Hans-Ulrich Pönack nannte die Produktion einen „Manchmal-Schmunzel-Film“ und befand, dass Wieland „durch eine viel zu vorhersehbare, spröde Erzählweise und Inszenierung“ einiges verschenke: „Platte, eindimensionale Figuren beherrschen das Geschehen; der Spannungsbogen erscheint durchweg bieder-begrenzt; das Tempo stockt zu oft, die bekannten (Fußball-/Geschlechter-)Klischees werden mehr dümmlich-bedient, denn unterhaltsam karikiert. FC Venus sei leider keine erfrischende Komödie über Frauen und Männer, die mit unerwarteten Motiven und originellen Gags aufwartet, sondern bleibe stets im Rahmen eines normalen TV-Filmchens“. Einzig Tschirner weise Rollen-Charakter/Stärke/Persönlichkeit auf.
Jürgen Armbruster von Filmstarts bezeichnete FC Venus in seiner Rezension als „kläglich gescheiterte Fußball-Komödie“, die eine „ausgelutschte Idee“ präsentiere und dabei „vollkommen überzeichnet und dabei wenig sympathisch“ wirke. Der Spielfilm profitiere einzig von seinen namhaften Darstellern, ohne die „der Film bestens im Mittwochabend-Programm eines x-beliebigen Privatsenders aufgehoben“ wäre. FC Venus fühle „sich jedenfalls wie eine solche TV-Produktion an [...] Bitter ist, dass ab und an tatsächlich angedeutet wird, was hier möglich gewesen wäre. So winken als Belohnung für alle, die tatsächlich bis zum Ende durchhalten, die wohl erotischste Interpretation des Gerd Müller-Ulk-Songs „Dann macht es bumm!“ und einige wirklich gelungene One-Liner“.

## Erfolg
FC Venus feierte am 25. April 2006 im Cinemaxx in Hamburg Uraufführung. In Deutschland wurde der Film am Folgetag durch den Verleih, die NFP Marketing & Distribution, zur öffentlichen Vorführung freigegeben. Alternativtitel lauteten FC Venus – Elf Paare müsst ihr sein, FC Venus – 11 Pärchen müsst ihr sein, FC Venus – Frauen am Ball, und FC Venus – Schwarz Rot Blond. Presseberichten zufolge zählte die Produktion nach Ende des ersten Vorführwochenendes 96.995 Besucher in 253 Kinos. Bis Jahresende konnte der Film bundesweit 256.427 Besucher an den deutschen Kinokassen verbuchen. Er platzierte sich auf Platz 24 der meistbesuchten deutschen Produktionen des Jahres 2006. Das Einspielergebnis an deutschen Kinokassen betrug dabei rund 1,5 Millionen Euro.
Am 15. Januar 2008 erfolgte die Erstausstrahlung bei Sat.1. Diese verfolgten insgesamt 3,63 Millionen Zuschauer bei 11,1 Prozent Marktanteil, in der werberelevanten Zielgruppe lag der Marktanteil bei 16,8 Prozent durch 2,31 Millionen Zuschauern.